# Масакр у Благају 1941.
Усташки покољ у Вељуну 1941. је назив за масовно убиство 520 Срба из кордунашког села Вељуна, и његове околине који је трајао од 6. до 8. маја 1941. То је други већи покољ Срба на територији НДХ, након онога у Гудовцу крај Бјеловара 28. априла 1941. Починила га је група под директном командом Вјекослава Лубурића. У овом монструозном злочину, који је предводио Иван Никшић, поред представника Усташке надзорне службе (УНС), учествовало је и неколико католичких свештеника.

## Позадина
Усташка власт са поглавником НДХ, Антом Павелићем, још од самог формирања квинслишке творевине НДХ, 10. априла 1941. имала је за циљ истребити Србе са тог подручја. Процењује се да је Срба на територији НДХ било више од 30%. Влада НДХ је током свог постојања имала свесрдну помоћ од Ватикана. Чим је успостављена НДХ, кренула су отпуштања Срба из свих јавних служби, ћирилица је забрањена, као и рад СПЦ. Убрзо је кренуло малтретирање и прогон Срба.
Иван Никшић, католички жупник из Слуња, био је главни подстрекивач убистава и прогона Срба 1941. године на територији Слуња и Војнића.

## Планирање злочина и изазивање мржње
Овај злочин у Вељуну 6. маја 1941. је брижљиво планиран и добро организован. Усташама је био потребан добар повод и образложење зашто покрећу толику војску и оружје на мало село Вељун. Крајем априла 1941. у жупном стану жупника Блажа Томљеновића у Хрватском Благају одржан је састанак усташког таборника за општину Вељун, вељунског учитеља Ивана Шајфара и млинара Јосипа Пауновића. Договорено је да се убије млинар Јосип Мраунац, Хрват по националности, и његова породица, и да се за то убиство окриве Срби из Вељуна. Овај догађај је требало искористити за распиривање националне мржње и као изговор односно повод за злочине над Србима.
Неколико дана касније на састанку 35 усташа у Карловцу, којим је руководио усташки официр Здравко Карловић, Јосип Пауновић је изложио овај план, који је једногласно прихваћен. Састанку је присуствовао усташа Милан Бонета, који је о овоме после рата дао изјаву истражним органима.
Ноћу између 4. и 5. маја 1941. године, ова група се довезла у Хрватски Благај, где се састала са Шајфаром, жупником Томљеновићем, Пауновићем и још неким усташама. Један део усташа размештен је као обезбеђење, а у кућу Јосипа Мраунца ушли су Јосип Пауновић, Перо Грашић Чигрија и Блаж Томљеновић. Они су заклали Јосипа (39), његову жену Марију (34), мајку Ану (69) и синове — Ивана (16) и Николу (5). Дванаестогодишња Милка скочила је кроз прозор у реку Корану и по ноћи успјела да преплива и да дође до првих кућа у Благају и исприча трагедију своје породице.

## Хапшење и судски поступак
Усташка власт у Карловцу у сарадњи са усташким станом у Слуњу именовала је „истражну комисију“ да на лицу места утврди чињенично стање. Међутим, и пре било каквих „резултата истраге“, отпочела је оркестрирана кампања.
Загребачки лист "Хрватски народ" објавио је вест — "Српски разбојници уморили су на звјерски начин угледног Јосипа Мравунца и четири члана обитељи његове":
У ноћи од уторка на сриједу догодило се у Хрватском Благају незапамћено крвопролиће. Чета српских разбојника упала је у млин Хрвата Јосе Мравунца. Српски разбојници напали су Мравунца отворено, изболи га ножевима тако да је несрећни човјек одмах умро. Осим тога убили су његову жену Кату, мајку Ану, петнаестогодишњег сина Ивана, четворогодишњег сина Николу. Разбојници су оставили мртво тијело у млину, а остале чланове обитељи побацали у ријеку Корану. Такође су у Корану бацили његову ћерку Милку која је била још жива, па се спасила пливањем. Разбојници су украли 3000 динара. Власти су том приликом провели свестрану истрагу, па се очекује да ће ово крвопролиће доскора бити потпуно разјашњено и заслужено кажњено.
Масовно хапшење Срба на подручју општине Вељун усташе су отпочели 6. маја 1941. године, на Ђурђевдан. Из Загреба, у Хрватски Благај, су стигла два камиона усташа, под командом Ивана Шарића, са којим се вратио и жупник Томљеновић. Образовано је пет усташких група да по селима општине Вељун хапсе Србе. Најпре су похапшени истакнути људи, а затим су похватани сви мушкарци од 16 до 60 година које су усташе затекле. Усташе су људима говорили да не дозволе да их воде, него да сами иду на Вељун уколико се осећају невиним. Многи су послушали.
На тај начин похватано је из вељунске општине укупно 625 Срба, од којих су њих 95, већином стараца, пустили, а осталих 530 одвели у Хрватски Благај и тамо затворили у школу.
После рата су преживели сведоци дали заједничку изјаву:
Сјутрадан, на Светог Ђорђа, тј. на 6. маја 1941. године по наређењу усташког повјереника Шајфара Ивана, учитеља из Вељуна, жандарми су ухапсили Добросављевић Бранка, свештеника из Вељуна; Манојловић Ману, трговца и гостионичара у Вељуну; Дудуковић Тоду, општинског начелника у Вељуну; Вучковић Љубу, земљорадника из Глинице; Стојића Милу, општинског стражара; Ловрић Лазу и његовог сина Милу, земљорадника из Цвијановића Брда. Исти дан послије подне ухапсили су: Добросављевић Небојшу, студента права, сина свештеника Добросављевића, те више других чијих се имена сада више не сјећамо. Тај дан су жандарми отишли у Полој, срез Војнић, и тамо покупили око 50 Срба и дотјерали их у Вељун. Сви ови Срби били су испочетка затворени у подруму жандармеријске касарне, гдје су их усташе из Хрватског Благаја тукле.— Заједничка изјава групе сведока
У Загребу је образован „изванредни суд“, који су сачињавали: предсједник Јосип Рукавина, Грга Ереш, Мирко Микац, Здравко Берковић, др Иван Громес, Владо Сингер и Иван Белтехан. Суд је изашао у Хрватски Благај, па је инсцениран привид судског поступка. Према изјави Грге Ереша, ухапшени су још пре „судског поступка“ били мучени:
У Вељуну смо нашли групе усташа. У разговору са Шајфаром Иваном речено нам је да треба да спроведемо истрагу над 150 људи (ухапшених), који су организовали четнички устанак и убили једну хрватску обитељ... Почели смо са радом. Људе које смо позивали и саслушавали били су страшно измучени и изнакажени од батина, а по читавом тијелу су били попрскани крвљу.
Доведена је и преживела Милка Мравунац ради наводног препознавања починилаца. Иако није никог препознала,
...осуђена су 32 човјека на стрељање зато што су наводно убили хрватску обитељ и због покушаја четничког устанка док су остали ухапшеници ослобођени. Осуђени су тражили помиловање, а суд је одлучио да се молбе за помиловање упуте у Загреб на рјешење. Вјекослав Лубурић „Макс“ преузео је осуђенике и одвео до ископане јаме и дао да се пострељају. Касније сам сазнао да је Макс све стрељао...

## Злочин

### Имена злочинаца[3][6]
1. Иван Шајфар, учитељ и усташки повереник за Вељун
2. Блаж Томљеновић, католички жупник у Благају
3. Јосип Пауновић, млинар
4. Здравко Карловић, усташки официр
5. Милан Бунета, усташа из села Фурјана
6. Мате Грашић, земљорадник из Благаја
7. Перо Чигрија, земљорадник из Благаја
8. Милић Обрановић, земљорадник из Благаја
9. Иван Никшић, жупник, шеф усташког стана из Слуња,
10. Иван Микан, жупник из Огулина,
11. Иван Шајфар, учитељ и усташки повјереник општине Вељун,
12. Ловро Сушић, адвокат из Огулина,
13. Ивица Шарић, усташки официр, син биљежника из Госпића,
14. Мијо Бабић,
15. Вјекослав Лубурић „Макс“,
16. Милић Абрамовић, звани Пандуричин, усташа из Благаја,
17. Дане Маринац, усташки повереник,
18. Никола Ласић, судија из Слуња, иначе родом из Карловца
19. Рудица Ковачевић, трговац из Слуња
20. Иван Скукан, млинар из слуњског Растока
21. Герхард Јелечанин, трговац из Слуња
22. Јуре Штефанац, обућар из Слуња
23. НН Ковачић, учитељ
24. НН Ковачић, официр у војсци НДХ
25. НН Ковачић, без занимања
26. Јавор, из Загреба...

### Имена жртава[3][6]
1. Рафајло Дејановић
2. Раде Дејановић
3. Бранко Добросављевић, свештеник
4. Небојша Б. Добросављевић, студент медицине
5. Тодор Дудуковић, председник општине Вељун
6. Мане Манојловића, власник гостионе у Вељуну
7. Мујица Вучковић
8. Миле Чика, ковач
9. Никола Никшић, земљорадник
10. Ђурђађ Никшић, земљорадник
11. Раде Никшић, земљорадник
12. Раде Перић, земљорадник
13. Ђуро Перић, земљорадник
14. Драгић Никшић, земљорадник
15. Миле Вукдраговић, земљорадник
16. Раде Павић, земљорадник
17. Михајло Шарац, земљорадник
18. Душан Ловрић, земљорадник
19. Миле Л. Ловрић, земљорадник из Цвијановић Брда
20. Лазо Ловрић, земљорадник из Цвијаћновић Брда
21. Љубо Вучковић, земљорадник из Глинице
22. Миле Стојић, општинског стражара
23. Јован Мартиновић, учитељ из Вељуна
24. Дмитар Скорупан, свештеник из Цвијановић Брда
25. Стојан Вујичић, лугар из Вељуна,
26. Ђуро С. Вујичић, син лугарев, срески чиновник
27. Раде Ђ. Вујичић...

### Убиство Јосе Мравунца и лажне оптужбе
Млинар Јосо Мравунац, угледан хрватски домаћин и народни посланик, познат код Срба и Хрвата, из села Благај, недалеко Вељуна. Био је политички активан као члан левог крила ХСС, а у његовом млину често сиромашним људима није наплаћивао млевење жита.
Он је убијен 5. маја 1941. заједно са својом породицом: супруга Марија, мајка Ана, малолетни синови Иван и Никола... док је ћерка Милка једва успела преживети. Након убиства, кућа Јосе Мравунца је опљачкана, и однето је 3.000 краљевских динара. За то убиство Јосе Мравунца, усташке власти су одмах оптужиле Србе из Вељуна. Требало је унети семе раздора међу Србе и Хрвате. Иначе био је и план да из сиромашног села Благај, преселе Хрвате у богато село Вељун, након што побију тамошње Србе. А сам Јосо Мравунац није био присталица усташког покрета, тако да је то био додатни разлог за његову ликвидацију. Убице Јосе Мравунца су католички жупници: Иван Никшић, Блажо Томљеновић и Иван Микан, адвокат Ловро Сушић из Огулина, Иван Шајфар.

### Извршење злочина у Вељуну
У рану зору 6. маја 1941. из Слуња, усташки шеф Иван Никић шаље телеграмом наређење да се све усташке јединице у Слуњу ставе у приправност, и да се Србима забрани излазак из кућа. Дан касније је и кренула група неколико добро наоружаних усташа (домаће усташе потпомогнуте усташким емигрантима), предвођени Вјекославом Максом Лубурићем, Мијом Бабићем, Ивицом Шарићем, ка Вељуну 6. маја 1941. Тај дан је заправо био православни празник - Ђурђевдан. Сељаци су се сваке године окупљали испред своје цркве, где су обављали црквене обреде. Тог 6. маја 1941. чула се пуцњава из ватреног оружја у Вељуну и околини (Перјасица, Слуњ и Баглај). За три дана у Вељуну и околини од 6. до 9. маја 1941. на превару је ухапшено више од 600 Срба, под изговором да иду на привремени раду у Немачку, од чега је више од 520 Срба убијено изнад тзв. Попове јаме, а остали су пуштени кућама на интервенцију Оскара Гритиа, италијанског пуковника.
Усташа Јанко Медвед овако је описао масакр:
Превезли смо око 400 људи из затвора у Вељуну у школу у Благај. Тукли смо и мучили људе од којих је један дио од мучења умро у затвору. Колико се сјећам 8. маја убијали смо људе. Водили смо 10 по 10 Срба до ископане јаме и тамо их тукли крамповима, ножевима и батинама. Кад смо их довезли до јаме, командовали смо да легну, тако да смо од једног до другог ишли и ударали по два пута у главу а затим смо их бацили у јаму. Било је људи који су напола живи бачени. Мене је допао ред на пету партију у којој је било 12 људи, а свакога је спроводио по један усташа. Са мном су спроводили: усташа Мика Штајдухар, Перо Грашић, Вале Пауновић, Иван Волф, Мате Штрк, Јосо Маринац и још неки.

Кад су Срби легли код јаме први је узео жељезни бат Перо Грашић и са њим убио четворицу. Узео сам бат и ја и сам убио осталих 8 људи. Када смо тако све људе поубијали, др Никола Здунић допремио је једна кола живог креча који смо посули по људима јер их је било још доста живих. Затрпали смо јаму и заиграли коло...— Изјава Јанка Медведа пред органима ОЗНе у Карловцу 21. 5. 1945, Хисторијски архив Карловца
Једини преживели сведок тог злочина је Душан Никшић, из села Доњи Плој, који је после Другог светског рата сведочио пред историчарем др. Ђуром Затезалом, у Вуковару 19. новембра 1961.
Усташе су првобитно похапсили 600 српских цивила, и сместили их у неке куће. Након тога је кренула масовна пљачка српских кућа. Онда су усташе одвеле српске затворенике до обале реке Коране, где је кренуло ударање и батинање српских затвореника са пушкама. Затим, су одведени до Вељуна и сви су затворени у жандармеријску станицу. Ту је већ било измрцварених тела који су били по читавом поду станице. Затим су уследила нова батинања коцем. Да би опет били превезени камионима до школе у Благају, где су их чекала нова малтретирања, и чупање косе и бркова.
Наредни дан, 7. маја 1941. усташе испред школе доводе ћерку убијеног Јосе Мравунца, Милку, која је требало да покаже међу Србима из Вељуна, који од тих мушкараца је убио њену породицу. Она је рекла да међу тим људима не види убицу своје породице, чак је и навела да су џелати имали другачије крагне и одела него ухапшени Срби из Вељуна. Након тога су сви сабијени у подрум школе где је била велика загушљивост, а људи су морали своје физиолошке потребе да обављају у том подруму школе.
Дана 8. маја 1941. усташе доводе из Слуња судију Николу Ласића, који је рођен у Карловцу. Судија Ласић никога од ухапшених Срба није питао за убиство Јосе Мравунца, већ само где скривају оружје. Како се радило о српским цивилима а не о војницима, нико није могао рећи ништа о оружју. Увече тог дана, судија Никола Ласић доноси пресуду, којом све ухапшене Србе из Вељуна осуђује на смрт.
Тако је и урађено наредног дана 9. маја 1941. када су усташе у групама по шест затвореника везали их и одводили до већ ископане јаме у Тишковој долини, недалеко Католичке цркве у Баглају, а затим редом убијали и бацали у ту јаму.
Усташе су овај покољ држале у тајности и протурале су гласине како су ухапшени одведени на рад у Немачку. Истина о масакру откривена је тек у августу 1941. године, кад су партизани заробили Ивана Шајфара. Жупник Блаж Томљеновић заробљен је од партизана 1942. године и осуђен на смрт стрељањем.

## Наставак геноцида
Вељунски масакр представљао је само увод у контунуирану праксу геноцида над Србима у НДХ. Током наредних месеци усташки режим наставио је са масовним злочинима геноцида и на Кордуну и на целој територији НДХ. Злочини су чињени отворено, брутално и масовно, без икаквих обзира, без повода или образложења, и без икаквог привида судског поступка. Према евиденцији Државне комисије за попис жртава рата, од фашиста је у Вељуну страдало укупно 768 људи, од којих је 55 погинула као борци у Осмој кордунашкој дивизији НОВЈ. На целој територији Кордуна број жртава фашизма износи 27.457, односно око 30% предратног становништва. Као сећање на ове догађаје настала је позната народна песма "На Кордуну гроб до гроба".

## Последице
Овај усташки злочин над мештанима Вељуна дуго година и након Другог светског рата био је под велом тајне, све зарад „братства и јединства” морало се ћутати о овоме. Свако ко би покретао ову причу умирао би под неразјашњеним околностима.
Срби из Вељуна и околине, који су 9. маја 1941. убијени и бачени у јаму код Католичке цркве у Благају, најпре су посути живим кречом, а онда још и прекривени земљом. Њихове комшије, Хрвати из Благаја су наредне године то српско стратиште преорали и посадили зоб, са јасном намером да сакрију сваки траг овог ужасног злочина.
Око 50 српских сељака је из села Горњи Скрад крај Војнића, јесени 1941. године напало усташку пратњу, којом је командовао учитељ Иван Шајфар. Том приликом је убијено двојица усташа, а четворица усташа заједно са Шајфаром је заробљено. Заробљени Иван Шајфар је сељацима из Горњег Скрада све признао шта се дешавало у Вељуну маја 1941. и како и где су побијени српски сељаци. Након тога, учитељ Иван Шајфар је убијен, заједно са овом четворицом усташа.
Судија Никола Ласић, саучесник злочина у Вељуну маја 1941. након Другог светског рата постављен је од комунистичких власти у Вељун за председника, а после и за судију Окружног суда у Карловцу. Када је Никола Ласић преминуо, сахрањен је на гробу са црвеном петокраком.
Иван Ригљен, наводни очевидац убиства Јосе Мравунца и његове породице, деценијама након Другог светског рата био је сакривен од очију јавности и није смео да прича ништа о том убиству.

### Споменик
Комунистичке власти након Другог светског рата, нису подизали споменик убијеном млинару Јоси Мравунцу, већ само убијеним српским жртвама из Вељуна и околине. Тај споменик српским жртвама из Вељуна и околине је подигнут 1950. године од стране Удружења бораца НОР тог краја.

### Обележавање страдања
Све до 1991. године и нових ратних дешавања у Хрватској, почетком маја обележавано је страдање Срба у Вељуну. За време рата у Хрватској, а и неколико година након операције Олуја, овај споменик нико није обилазио, нити је служен парастос српским жртвама.
Тек 2000. године почиње обележавање страдања и сећања на овај злочин. Хрватски десничари су покушали спрјечити одржавање комеморативног скупа за жртве антифашизма, којег су организовали Срби повратници, па чак су и мокрили по њему (Бисерка Леградић), исписивали увредљиве графите и др. 5. августа 2011. године, неке особе, за које се тврди да су чланови ХСП из Чаковца, који су се враћали са прославе операције Олује, која је била у Книну тај дан, уништили су спомен-обележје вељунским жртвама.

## Вандализми
Послије 1991. у Хрватској се десио читав низ напада на спомен обиљежје жртвама покоља. Често је исписивање графита и уринирање на споменик.